# Марша Мехран
Марша Мехран (на английски: Marsha Mehran; на персийски: مارشا مهران) е иранска писателка на бестселъри в жанра драма.

## Биография и творчество
Марша Мехран е родена на 11 ноември 1977 г. в Техеран, Иран, в семейство на счетоводител и учителка. Рожденото ѝ име е Махса, което на персийски език означава „лице красиво като луна“. Родителите ѝ изповядват бахайската вяра, смятана за еретична от фундаменталния шиитски ислям в Иран и е жестоко преследвана.
С избухването на Иранската революция през 1979 г. семейството ѝ емигрира, прекарвайки следващите няколко десетилетия в разни държави. Първо се установяват в Буенос Айрес, Аржентина, където тя учи в шотландското училище „Свети Андрей“, а после от 1984 г. е в Маями, САЩ, като в училище посещава програма за талантливи деца. В детството и юношеството си учи да свири на пиано. През 1992 г. семейството ѝ се премества в Аделаида, Австралия, където учи музика в „Old Age Music Conservatory“. Родителите ѝ се развеждат през 1994 г. и тя живее с баща си до завършване на гимназията.
През 1997 г. се завръща в Ню Йорк, САЩ. Работи като сервитьорка в руски ресторант. През 1998 г. се омъжва за Кристофър Колинс, ирландски американски барман, с когото се запознава в Манхатън. Живеят в продължение на 10 години в САЩ, Австралия и Ирландия. Развеждат се през 2008 г.
Дебютният ѝ роман „Супа от нар“ от поредицата „Кафе „Вавилон“ е публикуван през 2005 г. В отдалечена и изолирана ирландска провинция, в полите на Кроу Патрик, сестрите Аминпур – Марджан, Бахар и Лейла, търсят спасение от войната в Иран и се надяват да са намерили мястото за свой любим дом, като комбинират персийската кухня с ирландския живот. Романът става международен бестселър. Преведен е на повече от 15 езика и е издаден в над 20 държави по света.
Вторият роман „Розова вода и сода за хляб“ е продължение на поредицата, която е предвидена в 7 части. Третият роман „Фастъчен дъжд“ е предвиден за издаване през 2014 г., но е прекъснат от смъртта ѝ.
Самостоятелният ѝ роман „The Saturday Night School of Beauty“, издаден посмъртно през 2015 г., е история за група приятели от Буенос Айрес по време на Фолклендската война, които се събират веднъж седмично да рецитират поезия и да разказват истории за миналото.
Марша Мехран умира в уединение по неизяснени причини в наета от нея къща в Леканви, Мейо, Ирландия през април 2014 г.

## Произведения

### Серия „Кафе „Вавилон“ (Babylon Café)
1. Pomegranate Soup (2005)
Супа от нар, изд.: „Сиела“, София (2018), прев. Паулина Мичева
2. Rosewater and Soda Bread (2008)

### Самостоятелни романи
- The Saturday Night School of Beauty (2015) – издаден и като „Istituto di bellezza Margaret Thatcher“